# Maxim Kuznetsov
Maxim Yevguénievich Kuznetsov –en ruso, Максим Евгеньевич Кузнецов– (Chervonopartyzansk, URSS, 5 de abril de 1982) es una deportista ruso que compitió en natación. Ganó una medalla de plata en el Campeonato Europeo de Natación de 2004, en la prueba de 4 × 200 m libre.

## Palmarés internacional
| Campeonato Europeo | Campeonato Europeo | Campeonato Europeo | Campeonato Europeo |
| Año                | Lugar              | Medalla            | Prueba             |
| ------------------ | ------------------ | ------------------ | ------------------ |
| 2004               | Madrid (España)    | Medalla de plata   | 4 × 200 m libre    |